# Karl Guthe Jansky
Karl Guthe Jansky (Norman, 22 de outubro de 1905 - Red Bank, 14 de fevereiro de 1950) foi um físico e engenheiro de telecomunicações estadunidense que em agosto de 1931 descobriu ondas de rádio emanando da Via Láctea. Ele é considerado uma das figuras fundadoras da radioastronomia.

## Legado
Em homenagem a Jansky, a unidade usada na radioastronomia para medir a densidade de fluxo é o jansky (1 Jy = 10-26 W m-2 Hz-1). A cratera Jansky na Lua também é nomeada em sua homenagem, assim como o programa de pós-doutorado National Radio Astronomy Observatory (NRAO). Além disso, o NRAO concede o Prêmio Jansky. Em 10 de janeiro de 2012, o NRAO anunciou que o Very Large Array (VLA), o radiotelescópio em Magdalena, no Novo México, seria chamado de como Karl G. Jansky Very Large Array em homenagem à contribuição de Karl Janksy para a radioastronomia.